# Standard Państwowy w Federacji Rosyjskiej (GOST)
GOST (ros. Государственный стандарт, Gosudarstwiennyj standart – norma państwowa) – podstawowa kategoria norm w ZSRR, obecnie stosowana jako międzypaństwowa we WNP.

## Historia standaryzacji w ZSRR i Rosji
Większość norm GOST stosowanych w Federacji Rosyjskiej ustanowiono jeszcze w ZSRR.
W 1918 roku na terenach dzisiejszej Rosji wprowadzono międzynarodowy system miar i wag. Dzięki temu systemowi w Rosji zaczęto korzystać z takich jednostek miar, jak metr i kilogram. Ujednolicenie miar umożliwiło rozpoczęcie prac nad normalizacją.
Pierwszym organem normalizacji i standaryzacji był powołany przy Radzie Pracy i Obrony w 1925 roku Komitet Standaryzacji. Jego głównym celem było opracowanie i wdrożenie norm dla całego ZSRR – tak nazywanych OST-ów. Pierwsze opracowane OST-y wprowadziły wymagania dotyczące żeliwa , wybranych odmian pszenicy i poszczególnych towarów konsumpcyjnych.
Przed 1940 r. zatwierdzeniem standardów zajmowały się ministerstwa. Ale w tym roku powołano Komitet Wszechzwiązkowy Standaryzacji, który przejął ujednolicanie norm i tworzenie państwowych GOST-ów.
W 1968 roku został stworzony system normalizacji państwowej (GSS). Obejmował on tworzenie i rozwój następujących rodzajów norm:
- GOST - państwowa norma ZSRR;
- RST - norma republikańska;
- OST - norma branżowa;
- STP - norma zakładowa (przedsiębiorstwa).

Poziom rozwoju technologicznego, potrzeba opracowania i wdrożenia systemów obliczeniowych i informatycznych i wielu innych czynników doprowadził do powstania zbiorów standardów oraz szeregu dużych ogólnych systemów norm technicznych. Są to standardy międzybranżowe. W systemie państwowych standardów mają własne indeksy, przy tym samemu GSS został przypisany kod 1. Obecnie, istniejącymi systemami są między innymi następujące zestawy standardów (GOST-ów):
- ESKD - jednolity system dokumentacji projektowej (kod 2);
- ESTD - jednolity system dokumentacji technologicznej (3);
- SIBID - system dokumentacji informacyjno-bibliograficznej (7);
- HSI - państwowy system dla zapewnienia jednolitości pomiarów (8);
- SSBT - system norm dotyczących bezpieczeństwa pracy (12);
- ESPD - jednolity system dokumentacji programowanej (19);
- SSETO – system standardów wymagań ergonomicznych i wzornictwa przemysłowego (29).

Systemy norm ESKD i ESTD wśród wszystkich systemów międzysektorowych mają szczególne miejsce. Są one związane ze sobą i dla wszystkich sektorów gospodarki formułują podstawowe wymagania dotyczące dokumentacji technicznej.
W 1990 roku Rada Ministrów ZSRR postawiła zadanie harmonizacji rosyjskich norm i standardów państwowych (GOST-ów) w związku z rozpoczęciem przechodzenia do gospodarki rynkowej. Wtedy określono, że stosowanie norm państwowych (GOST-ów) i innych standardów, może być zarówno obligatoryjne jak i fakultatywne. Obowiązkowe normy są te, które dotyczą bezpieczeństwa i kompatybilności produktów, ochrony środowiska oraz wymienności produktów. Uchwała rządu radzieckiego dopuszczała także stosowanie krajowych standardów obowiązujących w innych krajach, międzynarodowych wymagań, jeżeli spełniały potrzeby gospodarki.
Z biegiem lat opracowano i zatwierdzono ogromną liczbę GOST-ów. Obecnie są one przeglądane pod kątem zgodności z międzynarodowymi standardami i wymaganiami. Jako podstawę harmonizacji przyjęto międzynarodowe normy ISO, w Rosji zaczęły się pojawiać takie serie rosyjskich standardów, jak normy GOST ISO 9001 lub GOST ISO 14001, które zawierały w sobie najlepsze praktyki społeczności międzynarodowej, ale biorące też pod uwagę specyfikę Rosji.

## Normy państwowe (GOST-y) i przepisy techniczne
Pojęcie przepis techniczny wprowadziła w Rosji w 2002 r. ustawy federalnej № 184 O przepisie technicznym. Prawo to uznało, że norma GOST jest dokumentem, którego stosowanie nie jest obowiązkowe. Wiele norm państwowych i GOST-ów miały zastąpić nowe standardy – przepisy techniczne, które miały określać minimalne wymagania bezpieczeństwa dla obiektów podlegających ich regulacjom.
Organy normalizacyjne przed zatwierdzeniem kolejnych przepisów technicznych powinny publikować wykaz norm państwowych (GOST-ów), zasad i innych standardów, wykonanie których przyczyni się do realizacji wymogów określonych przepisów technicznych.